# Rhynchophalerina caudata
Rhynchophalerina caudata är en fjärilsart som beskrevs av Sergius G. Kiriakoff 1967. Rhynchophalerina caudata ingår i släktet Rhynchophalerina och familjen tandspinnare. Inga underarter finns listade.